# Eugenio González Olivera
Eugenio González Olivera (1875-1942) fue un pintor cubano.

## Biografía
Si bien muchos le consideraban matancero, habría nacido en Aguacate, en la antigua provincia de la Habana, hacia 1870. Su familia se trasladó a Jovellanos, cuando el futuro artista tenía pocos meses de edad, y en dicha ciudad transcurrió gran parte de su juventud. Romañach fue su maestro en la Escuela Nacional de Pintura de S. Alejandro en la Habana, así como el creyonista Riera. El Consejo Provincial de la Habana lo pensionó en Madrid y en la Academia de Pintura y Escultura de San Fernando, en donde cursó sus estudios de perfeccionamiento. Eugenio G. Olivera obtuvo varios premios y distinciones, además del diploma de profesor del natural. Dedicado especialmente al retrato, visitó en Italia los principales centros artísticos y hacia finales de la década de 1920 estaba radicado en Madrid. Su cuadro San Antonio en su Retiro obtuvo medalla de oro en la Exposición Nacional de 1911, en la Habana. Falleció en 1942.